# Układ termodynamicznie otwarty
Układ termodynamicznie otwarty – układ termodynamiczny, który może wymieniać z otoczeniem materię i energię.